# Arthur Bagot
Pour les articles homonymes, voir Bagot.
Arthur François Bagot est un écrivain et poète né le 22 août 1864 à Broons (Côtes-d'Armor),, et mort à Paimpol le 25 octobre 1951 à 87 ans.
Receveur des douanes, il fut notamment en fonction à Roscoff, Fos-sur-Mer puis prit sa retraite à Paimpol. Il imprimait lui-même ses ouvrages.